# Ohra-Talsperre
Die Ohra-Talsperre (oder Talsperre Ohra) ist eine Talsperre, die die Ohra aufstaut. Sie liegt an der Nordseite des Thüringer Waldes im Landkreis Gotha nahe der Ortschaft Luisenthal.

## Beschreibung
Der Stausee wird hauptsächlich zur Trinkwassergewinnung genutzt und versorgt über 400.000 Einwohner in Mittelthüringen. Das Stauvolumen beträgt rund 18 Mio. m³. Die Talsperre hat einen naturnahen Charakter behalten. Im Zuge des Baus der Talsperre wurden 20 Wohnhäuser, ein Sägewerk und die ehemalige Kesselschmiede des Ortsteils Schwarzwald abgerissen und die Straße nach Oberhof verlegt. Das Ausflugslokal „Untere Schweizerhütte“ musste wegen seiner Lage im Wassereinzugsgebiet der Talsperre schließen, es wurde ebenfalls abgerissen.

## Bauwerke und Nebenanlagen
Der Staudamm ist ein gerader Steinschüttdamm mit Asphaltbeton-Außendichtung. Bis ins Jahr 2000 fand eine Generalinstandsetzung am Staudamm und am Einlaufbauwerk statt.
Die Wasseraufbereitungsanlage befindet sich direkt unterhalb des Staudammes. Neben der Trinkwassergewinnung wird auch Strom erzeugt. Das Wasserkraftwerk hat eine Leistung von 400 kW. Die Hochwasserentlastung befindet sich als runder Überfallschacht seitlich neben dem Staudamm. Zur Vorreinigung hat die Talsperre zwei Vorsperren namens Kerngrund und Silbergrund. Diese Dämme haben Höhen von 14,5 bzw. 12 m.
Durch Überleitungsstollen von der Zahmen Gera und dem Schmalwasser wird der Zufluss zur Talsperre gesichert.